# Kap Rouse
Kap Rouse ist ein vereistes Kap an der Mawson-Küste des ostantarktischen Mac-Robertson-Lands. Es ragt 13 km östlich des Murray-Monolithen in die Kooperationssee hinein.
Teilnehmer der British Australian and New Zealand Antarctic Research Expedition (1929–1931) unter der Leitung des australischen Polarforschers Douglas Mawson entdeckten es am 12. Februar 1931. Mawson benannte das Kap nach Edgar John Rouse (1894–1974), Manager bei der australischen Niederlassung von Kodak in Melbourne, der bei der Ausstattung der Forschungsreise mit fotografischer Ausrüstung behilflich war.